# Lokeryggen
Der Lokeryggen (norwegisch für Trollgrat) ist ein Presseisrücken an der Prinzessin-Ragnhild-Küste des ostantarktischen Königin-Maud-Lands. Er ragt östlich des Jotneisen auf.
Wissenschaftler des Norwegischen Polarinstituts benannten ihn 2016.